# رضا لایق
رضا لایق (زاده ۸ دی ۱۳۵۰ در  قزوین) مربی و کشتی‌گیر تیم ملی کشتی آزاد، و دبیر سابق فدراسیون کشتی ایران بود وی همچنین سابقه معاونت ورزش قهرمانی و حرفه ای اداره کل ورزش و جوانان استان قزوین و ریاست هیات کشتی استان قزوین را در سوابق خود دارا است.

## سوابق وی
رضا لایق مربی تیم ملی کشتی آزاد در المپیک ۲۰۱۲ لندن و المپیک ۲۰۱۶ ریو، مربی تیم ملی کشتی آزاد در جهانی ۲۰۱۳ بوداپست مجارستان، ۲۰۱۴ تاشکند ازبکستان و ۲۰۱۵ لاس وگاس آمریکا، مربی تیم ایران در جام جهانی ۲۰۱۲، ۲۰۱۳، ۲۰۱۴، ۲۰۱۵ و۲۰۱۶ لس آنجلس آمریکا سرمربی تیم کشتی آزاد بزرگسالان در مسابقات آسیایی ۲۰۱۲ قومی کره جنوبی و مربی در مسابقات آسیایی ۲۰۱۳، ۲۰۱۴، ۲۰۱۵، ۲۰۱۶ و مربی تیم ملی در بازی‌های آسیایی کره جنوبی مربی در مسابقات المپیک دانشجویان و سرپرست و نماینده فدراسیون در چندین تورنمنت ، رقابت های آسیایی و جهانی را در کارنامه دارد ، همچنین دربارهٔ سابقه ورزشی وی می‌توان به قهرمانی در جام جهانی، دانشجویان جهان و چندین مسابقات بین‌المللی اشاره داشت.
لایق همچنین در سال ۲۰۱۹ تجربه سرمربیگری در تیم ملی دانشجویان ایران در مسابقات جهانی ترکیه را در کارنامه خود دارد و در سال ۲۰۲۱ هم به همراه تیم ملی دانشجویان ایران در مسابقات المپیک ناشنوایان برزیل شرکت کرد.